# Westferry (DLR)
Station Westferry is een station van de Docklands Light Railway in de Londense wijk Limehouse in de Docklands in het oosten van de mtropool Groot-Londen. Het station werd in 1987 in gebruik genomen. Het ligt tussen de stations Limehouse, Canary Wharf (station) en West India Quay.